# Platygomphus dolabratus
Platygomphus dolabratus – gatunek ważki z rodziny gadziogłówkowatych (Gomphidae). Występuje w północnych Indiach i Nepalu.